# Josep Bertran i Musitu
Josep Bertran i Musitu   (Montpeller, 1875 - Barcelona, 11 de març de 1957) fou un advocat i polític català. Junt amb Francesc Cambó fou fundador i dirigent de la Lliga Regionalista; ministre de Gràcia i Justícia durant el regnat d'Alfons XIII i un dels espies del bàndol franquista al sud de França durant la Guerra Civil.

## Biografia
Fill del jurisconsult i historiador Felip Bertran i d'Amat (Barcelona, 1835-1911) i d'Elisa Musitu i Garcia-Navarro (Barcelona, 1843-1891), que provenia d'una família d'origen basc. Tot i això, els avis per part materna eren Ramon Musitu Worster, natural de Cartagena i l’avia que pertanyia a la noblesa austríaca (barons de Worster). En Josep Bertran tenia tres germans i cinc germanes. El germà gran, Ramon, morí de malaltia greu. Els dos germans petits, moriren per la grip del 1918. La família romangué a Montpeller per operar en Ramon, durant aquella estança va néixer en Josep que esdevingué l'hereu. La família tenia la casa pairal al Putxet, la Torre Bertran, considerada la torre més important de tot Sant Gervasi de Cassoles i que fou requisada pel POUM durant la Guerra Civil. El 1900 es va casar amb Maria Cristina Güell i López, filla d'Eusebi Güell i Bacigalupi.
Antic carlí, després de militar a la Unió Regionalista fou un dels fundadors de la Lliga Regionalista, formació política amb la qual participaria en les eleccions celebrades entre 1905 i 1923, obtenint en totes elles acta de diputat per la circumscripció de Barcelona. Cap del sometent de Barcelona el 1919. també fou un dels organitzadors del pistolerisme dels Sindicats Lliures, promogut per la patronal catalana, que va patir Barcelona en els anys previs a la dictadura del general Primo de Rivera.
Va ser Ministre de Gràcia i Justícia entre el 8 de març i l'1 d'abril de 1922 en un gabinet presidit per José Sánchez Guerra. El 1936, en produir-se l'aixecament militar contra la II República, es va alinear amb els sollevats organitzant des de Biarritz el servei d'espionatge del bàndol nacional a Catalunya que, des de desembre de 1936 a febrer de 1938, es va denominar Servicio de Información de la Frontera del Nordeste de España (SIFNE) i més tard, en unificar-se amb el Servicio de Información Nacional (SIN), per a tot el bàndol sollevat, es va denominar Servicio de Información y Policía Militar (SIPM).

## Obres
- Bertrán y Musitu, José. El derecho especial del valle de Arán (en castellà).  J. Espasa, 1901.
- Bertrán y Musitu, José. La suspensión de pagos del Banco de Barcelona: notas del informe sobre nulidad del convenio (en castellà).  Unión Librera de Editores, 1923.
- Bertrán y Musitu, José. Experiencias de los Servicios de información del nordeste de España (S.I.F.N.E.) durante la guerra: una teoría, una técnica y una escuela sobre información general (en castellà).  Espasa-Calpe, 1940.